# 穆罕默德·塔基·阿卜杜勒-卡里姆
穆罕默德·塔基·阿卜杜勒-卡里姆（法語：Mohamed Taki Abdoulkarim，1936年—1998年11月6日）是葛摩總統，任期從1996年3月25日至他於1998年11月6日逝世為止。